# Зенітні ракетні війська

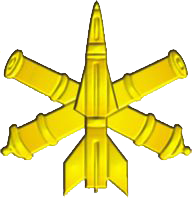
Емблема зенітних ракетних військ України

Зенітні ракетні війська́ або зенітно-ракетні війська (ЗРВ) — рід військ у складі Повітряних сил, військ ППО країни, сухопутних військ і ВМС, призначений для забезпечення у взаємодії з іншими родами військ протиповітряної оборони важливих адміністративно-політичних центрів, промислово-економічних районів, угруповань збройних сил та інших важливих об'єктів. На озброєнні мають різні типи зенітних ракетних (зенітних артилерійських) комплексів з високими можливостями ураження сучасних засобів повітряного нападу в широкому діапазоні висот та швидкостей їх польоту в різних погодних умовах та часу доби.

## Зміст
Зенітно-ракетні війська є подальшим розвитком зенітної артилерії, котра з'явилася на полях битв за часів Першої світової війни. Сучасні зенітно-ракетні війська були створені після 2-ї світової війни й свої завдання виконують, як самостійно, так і у взаємодії з іншими родами військ (засобами) ППО. ЗРВ мають на озброєнні зенітні ракетні комплекси (ЗРК) дальньої дії, середньої і малої дальності, а також ближньої дії, й здатні з високою ефективністю вражати зенітними керованими ракетами літаки, вертольоти, безпілотні літальні апарати, аеростати і ракети класу «повітря — поверхня» на різних висотах і швидкостях польоту. Зенітно-ракетні війська володіють великою вогневою міццю, можуть вести бойові дії за будь-які погодні умови в будь-який час доби. Вони здатні вражати повітряні цілі під час їх маневрування по курсу, висоті, швидкості, а також в умовах радіоперешкод. У окремих випадках зенітно-ракетні підрозділи можуть залучатися для ураження наземних і надводних цілей.
Сучасні зенітні ракетні війська організаційно, як правило, складаються з частин, що мають у своєму складі вогневі та технічні підрозділи, а також підрозділи управління та обслуговування. Зенітна ракетна частина є основною тактичною одиницею, що здатна вирішувати бойові завдання як самостійно, так і у взаємодії з іншими зенітно-ракетними частинами та формуваннями винищувальної авіації. Для виконання бойового завдання зенітна ракетна частина розгортається в бойовий порядок.
В системі оборони найважливіших адміністративно-політичних центрів і промислово-економічних районів можуть створюватися угруповання зенітних ракетних військ, що складаються з декількох зенітно-ракетних частин. Кількість сил і засобів зенітних ракетних військ, що виділяються для оборони об'єкта (району), залежить від його важливості, віддаленості від державного кордону, очікуваного складу сил і повітряних засобів противника та його можливих дій. Через можливість нанесення повітряним противником ударів з будь-якого напрямку війська ЗРВ утворюють кругову оборону об'єктів (районів). Угруповання і бойові порядки зенітно-ракетних військ створюються з урахуванням забезпечення максимального використання бойових можливостей ЗРК, радіолокаційних засобів розвідки і цілевказівки, високої живучості та завадостійкості, зручності та безперервності управління і взаємодії між собою та з іншими засобами ППО, а також можливості швидкого здійснення маневру вогнем, підрозділами, ракетами та іншими матеріальними засобами.
Для виконання бойових завдань зенітні ракетні війська забезпечуються інформацією, котру отримують від радіотехнічних військ і автономних радіолокаційних засобів розвідки і цілевказівки, а для керування вогнем мають автоматизовані системи управління (АСУ), які здійснюють автоматичну обробку одержуваної інформації по повітряної обстановці, визначення координат повітряних цілей, оптимальний розподіл цілей між вогневими засобами, своєчасне доведення до підрозділів (частин) бойових завдань і передавання їм даних, необхідних для ураження цілей.
Озброєння, організаційна структура та способи бойового застосування зенітних ракетних військ безперервно вдосконалюються.